# Каза Чиркондаријале (Асколи Пичено)
Каза Чиркондаријале (итал. Casa Circondariale) насеље је у Италији у округу Асколи Пичено, региону Марке.
Према процени из 2011. у насељу је живело 34 становника. Насеље се налази на надморској висини од 115 м.